# Onofrio Barone
Pour les articles homonymes, voir Barone.
Onofrio Barone (né le 4 juillet 1964 à Palerme) est un footballeur, et désormais entraîneur italien.

## Biographie
Onofrio Barone a commencé sa carrière dans les juniors de l'U.S. Palerme. Pendant le championnat 1984-1985 il joua 29 parties dans le Palerme de Tom Rosati, qui fut promu en série B, puis fut transféré à l'ACR Messine, et ensuite vers l'U.S. Foggia, club avec lequel il joua 36 parties durant la saison 1990-1991 qui vit la promotion du club en série A. 
En 1991-1992 il joua encore dans le Foggia (Série A). 
L'année suivante il passe au Bari, avec lequel il joua 37 parties pendant la saison 1993-1994, année de la promotion du club en série A. Il resta au Bari l'an suivant puis fut transféré au Vérone, y jouant 34 parties dans la saison 1995-1996. En 1996-1997, il joue 28 matchs à l'AS Lucchese-Libertas. En 1998-2000, il joue 55 matchs au Trapani Calcio. 
Sur la fin de sa carrière de footballeur il retourna à Palerme, puis devint entraîneur du SE Eivissa-Ibiza.